# داویت بک (اپرا)
داویت بک (ارمنی: Դավիթ Բեկ) اپرای است که توسط آرمن تیگرانیان بر اساس رمان داویت بک (۸۲–۱۸۸۰) نوشته رافی خلق شده است. این اپرا برای نخستین بار در سال ۱۹۵۰ (میلادی) در ایروان اجرا شده است.